# Ікона Божої Матері Одігітрія Шуйська
Ікона Божої Матері Одігітрія, звана Шуйською (грец. Οδηγήτρια, дослівно: Та котра вказує шлях) — з'явилася в місті Шуя, Володимирської єпархії в найбільший розпал морової язви, що вирувала у 1654–1655 роках. Населення міста в цій біде прибігало до молитви, збиралося в храмах, просячи в Господа милості. Один благочестивий прихожанин Воскресенськой церкви порадив своїм співгромадянам зібрати засоби і замовити список зі Смоленської ікони Божої Матері і поставити її в храмі, що і було зроблено. Ікона була написана за 7 днів, впродовж яких жителі Шуї постилися і здійснювали усердні молитви до Божої Матері. Причастившись Святих Таїн, вони на чолі зі священиком внесли ново написану ікону до церкви. З того часу морова язва припинилася. В 1831 році заступництвом Богоматері припинилася в Шуї і епідемія холери. Від цієї святої ікони отримав зцілення від біснування отрок Яків та багато інших хворих.
- Пам'ять — 15 листопада (2 листопада за старим стилем)